# Taoudeni
Taoudeni (también conocida como Taoudenni, Taoudénit o Taudeni) es un centro minero de la sal remoto de la región desértica del norte de Malí, a 664 km al norte de Tombuctú. La sal se extrae a mano del lecho de un antiguo lago salado, se corta en bloques y se transporte bien por camión bien en camello hasta Tombuctú. Las caravanas de camellos (azalai) de Taoudenni son las últimas que quedan operativas en el Sáhara. A finales de los años 1960, durante el régimen de Moussa Traoré, se construyó una prisión en este lugar y los internos eran forzados a trabajar en las minas. La prisión se cerró en el año 1988.

## Historia
La primera mención histórica de Taoudeni se encuentra en el Tarikh al-Sudan de al-Sadi, quien escribió que en 1586, cuando las fuerzas marroquíes atacaron el centro de minas de sal de Taghaza (150 km al noroeste de Taoudeni), algunos de los mineros se trasladaron a 'Tawdani'. En 1906, el soldado francés Édouard Cortier visitó Taoudenni con una unidad de los cuerpos montados a camello (meharistas) y publicó la primera descripción de las minas. En esa época el único edificio era el ksar de Smida que tenía un muro circundante con una única pequeña entrada en su lado occidental. Las ruinas del ksar están a unos 600 m al norte del edificio de la prisión.

## Clima
Taoudeni se encuentra en un emplazamiento remoto en una de las regiones más calurosas sobre la faz de la tierra, ubicado a cientos de kilómetros de cualquier otro lugar habitado. Muestra una versión extrema de clima desértico cálido (en la clasificación climática de Köppen BWh), con uno de los veranos más cálidos conocidos en el planeta, alcanzando máximas en julio de 49 °C, así como niveles de precipitaciones muy bajos. Los inviernos son también muy cálidos. Incluso en el mes más frío, las temperaturas alcanzan los 27 °C.
| Parámetros climáticos promedio de Taoudenni, Mali | Parámetros climáticos promedio de Taoudenni, Mali | Parámetros climáticos promedio de Taoudenni, Mali | Parámetros climáticos promedio de Taoudenni, Mali | Parámetros climáticos promedio de Taoudenni, Mali | Parámetros climáticos promedio de Taoudenni, Mali | Parámetros climáticos promedio de Taoudenni, Mali | Parámetros climáticos promedio de Taoudenni, Mali | Parámetros climáticos promedio de Taoudenni, Mali | Parámetros climáticos promedio de Taoudenni, Mali | Parámetros climáticos promedio de Taoudenni, Mali | Parámetros climáticos promedio de Taoudenni, Mali | Parámetros climáticos promedio de Taoudenni, Mali | Parámetros climáticos promedio de Taoudenni, Mali |
| Mes                                               | Ene.                                              | Feb.                                              | Mar.                                              | Abr.                                              | May.                                              | Jun.                                              | Jul.                                              | Ago.                                              | Sep.                                              | Oct.                                              | Nov.                                              | Dic.                                              | Anual                                             |
| ------------------------------------------------- | ------------------------------------------------- | ------------------------------------------------- | ------------------------------------------------- | ------------------------------------------------- | ------------------------------------------------- | ------------------------------------------------- | ------------------------------------------------- | ------------------------------------------------- | ------------------------------------------------- | ------------------------------------------------- | ------------------------------------------------- | ------------------------------------------------- | ------------------------------------------------- |
| Temp. máx. abs. (°C)                              | 32.2                                              | 38.8                                              | 42.2                                              | 47.7                                              | 49.6                                              | 50.0                                              | 52.5                                              | 53.3                                              | 51.1                                              | 43.2                                              | 38.8                                              | 35.5                                              | 53.3                                              |
| Temp. máx. media (°C)                             | 26.2                                              | 30.1                                              | 32.5                                              | 39.9                                              | 42.6                                              | 46.8                                              | 47.9                                              | 46.6                                              | 44.1                                              | 38.6                                              | 31.7                                              | 26.5                                              | 37.8                                              |
| Temp. media (°C)                                  | 18                                                | 21.2                                              | 24.4                                              | 29.8                                              | 33.1                                              | 37.2                                              | 38.7                                              | 37.8                                              | 35.8                                              | 30.4                                              | 24                                                | 18.7                                              | 29.1                                              |
| Temp. mín. media (°C)                             | 9.9                                               | 12.3                                              | 16.4                                              | 19.8                                              | 23.7                                              | 27.7                                              | 29.6                                              | 29                                                | 27.6                                              | 22.2                                              | 16.3                                              | 10.9                                              | 20.4                                              |
| Temp. mín. abs. (°C)                              | 1.1                                               | 0.2                                               | -3.2                                              | -7.6                                              | -3.5                                              | 0.8                                               | 3.2                                               | 6.5                                               | 4.3                                               | 2.4                                               | 1.5                                               | 0.0                                               | -7.6                                              |
| Precipitación total (mm)                          | 0                                                 | 0                                                 | 0                                                 | 0                                                 | 0                                                 | 0                                                 | 0                                                 | 7.1                                               | 0                                                 | 0                                                 | 0                                                 | 0                                                 | 7.1                                               |
| Días de precipitaciones (≥ )                      | 0                                                 | 0                                                 | 0                                                 | 0                                                 | 0                                                 | 0                                                 | 0                                                 | 4                                                 | 0                                                 | 0                                                 | 0                                                 | 0                                                 | 4                                                 |
| Horas de sol                                      | 285                                               | 278                                               | 328                                               | 330                                               | 337                                               | 322                                               | 338                                               | 317                                               | 296                                               | 299                                               | 275                                               | 266                                               | 3671                                              |
| Fuente:                                           |                                                   |                                                   |                                                   |                                                   |                                                   |                                                   |                                                   |                                                   |                                                   |                                                   |                                                   |                                                   |                                                   |